# Umm Al Sheif
Umm Al Sheif (in arabo ام الشيف‎?), o Umm Al Shaif, è un quartiere (o comunità) di Dubai, negli Emirati Arabi Uniti. Si trova nella parte occidentale di Dubai, nella zona di  Jumeirah.

## Territorio
Il territorio si stende su un'area di 1,8 km² nella zona occidentale di Dubai ed è delimitato a nord dalla Al Thanya Street, a ovest dalla Al Wasl Road, a sud dalla Umm Suqeim Street e ad est dalla Sheikh Zayed Road (anche nota come E 11).
Umm Al Sheif è una piccola comunità residenziale formata da ville e case a schiera disposte lungo una pianta stradale a scacchiera.
Il quartiere ospita due famosi complessi di ville: Emirates Oasis Villas e Verve Villas. Il complesso di Emirates Oasis Villas è composto da 74 ville private che vanno da 4 a 6 camere da letto. Ogni unità è dotata di una stanza di servizio, lavanderia, giardino privato e zona barbecue. I servizi in comune includono una piscina, una palestra e un parco giochi per bambini. Verve Villas è un complesso esclusivo che dispone di sei ville, ciascuna con 5 camere da letto. Le residenze dispongono di piscina privata e giardino. I prezzi degli immobili e gli affitti di questo quartiere ricadono nella fascia medio-alta di costo.
Nel quartiere vi sono diverse moschee, fra cui la Moschea Omar Bin Al Khattab, la moschea Siddiq Kazim e la Moschea Al Forqan, un centro commerciale di medie dimensioni, il Al Thanyah Mall (che ospita il supermercato Waitrose) e varie scuole di cui la più nota è la Emirates International School.
I quartiere è servito dalla Linea Rossa della Metropolitana di Dubai con la fermata di Equiti (precedentemente nota come Umm Al Sheif) situata sul bordo meridionale del quartiere presso la Sheikh Zayed Road.